# なりた雛糸
なりた 雛糸（なりた ひより、12月25日 - ）は、日本の女性声優。東京都出身。スターダス・21Neu所属。旧芸名・成田 ひより（読み同じ）。

## 人物
- ライブ活動やイベントコンパニオンを中心に活動をしていた。
- 事務所には2013年3月25日よりスターダス21へ所属。あわせて成田 ひよりからなりた 雛糸に名義変更。
- 2014年9月17日付けでスターダス21を退所し、フリーで活動。
- 2016年12月1日よりケンサンエンタテインメントへ所属[3]。
- 2021年11月1日付けでケンサンエンタテインメントを退所し、フリーで活動[4]。
- 2023年10月1日より古巣のスターダス・21に再所属[5]。

## 出演

### テレビアニメ
- 神統記（テオゴニア）（2025年、アクイ[6]）

### ゲーム
- コープスパーティー Book of Shadows（天戸屋成）
- コープスパーティー -THE ANTHOLOGY- サチコの恋愛遊戯♥Hysteric Birthday 2U（天戸屋成）
- CARAVAN STORIES（2018年、ロッコ[7]）

### 舞台
- 新中野ワニズホール二人芝居『殺めるのかやめるのか』(2014/5/23～2014/5/25）
- 新中野ワニズホール二人芝居『ダイナマイト佐竹くん』『さよならは永遠の元カレ』(2014/8/16～2014/8/17）
- ホテル椿山荘東京主催 アクトパスガーデン企画 体験型ストーリーイベント『大人だけのハロウィンパーティー』(2014/10/31)
- 浅草花やしき主催 アクトパスガーデン企画 お客様参加型イベント『恋のパティシエ大作戦』(2015/2/14〜2/15)
- 劇団SPACE☆TRIP「地球防衛レストラン最終章～皆仲良く 伝統の味を～」（2019/11/1～11/4） - 福井クリスタル、ほか 役
- キミに贈る朗読会『サトラレ～the reading～』（2021/2/13 - 2/14）

### 司会・MC
- ぷぅ's BAR スリーマンライブ　司会(2014/10/07)
- スマートフォンアプリnana紹介ニコ生『nanaナマ』 MC出演(2014/10/20)
- ゲーム＆アニメ情報バラエティー生放送番組『電人☆ゲッチャ！』 番組内コーナーアシスタントMC(2014/11/20〜)
- スマートフォンアプリnana オンライン音楽番組『nanaキャス』 メインMC(2014/11/26〜)
- クリプトン・フューチャー・メディア株式会社×YAMAHA株式会社『WEBCASTING LIVE2015』 MC出演(2015/3/31)
- オンラインRPG『タルタロス シーズン２情報公開特別生放送』ニコ生 MC出演(2015/4/22)

### ライブ
- 『パセラボTV』年忘れ大感謝祭パセラアニソンカウントダウンBest100　オープニングアクトとして出演(2009/12/31)
- MIXPLOSION2011-秋-　春空日和(まつだ志緒理、成田ひより、春宮茉由　の3人ユニット)として出演(2011/10/8)
- MIXPLOSION2012-june-　虹春日和(春宮茉由、成田ひより　の2人ユニット)として出演(2012/6/9)
- ROBO太PRESENTS Z-mode：SP～X'mas＆WinterSONGS～(2012/12/25)
- うたうたNight5 ～歌いたい曲歌わないと！～(2013/6/25)
- うたうたNight6 ～歌いたい曲歌わないと！～(2013/9/6)
- 聖☆めろんぱんぬ学園vol.31　虹春日和(春宮茉由、なりた雛糸　の2人ユニット)として出演(2014/7/11)

### 映画
- 「ゴーカイジャー ゴセイジャー スーパー戦隊199ヒーロー大決戦」（東映系）スーツアクターとして参加

### テレビ
- 「ワールドビジネスサテライト」  ルイーダの弟子として出演

### Webラジオ
- インターネットラジオ ピテラジ『声優☆クラスター』第22回・23回ゲスト

### Web TV
- PASELAのタイアップ情報番組『パセラボTV』アシスタント

### 雑誌
- 「月刊WiLL」 ルイーダの弟子として掲載

### モデル・コンパニオン
- 株式会社MAGES.　企業コスプレコンパニオンとして数多くのイベントに参加
- 『コープスパーティーリピーティッドフィアー真相解析ファイル』(書籍)  少年役のイメージグラビアモデル
- カマタメイクアップスクール「2014ハロウィンメイク」メイクモデル

### ドラマCD
- 『我ら、帰宅部!!』女子中学生役
- 『我ら、帰宅部!!2』東凛役

### ラジオドラマ
- ラジオドラマ『♮ 〜ナチュラル〜』（HiBiKi Radio Station、2017年 - 2018年、大懸彩）